# East Merrimack
East Merrimack é uma Região censo-designada localizada no estado americano de Nova Hampshire, no Condado de Hillsborough.

## Demografia
Segundo o censo americano de 2000, a sua população era de 3784 habitantes.

## Geografia
De acordo com o United States Census Bureau tem uma área de
8,6 km², dos quais 7,8 km² cobertos por terra e 0,8 km² cobertos por água.

## Localidades na vizinhança
O diagrama seguinte representa as localidades num raio de 16 km ao redor de East Merrimack.